# Pellegrinia harmsiana
Pellegrinia harmsiana är en ljungväxtart som först beskrevs av Hørold, och fick sitt nu gällande namn av Herman Otto Sleumer. Pellegrinia harmsiana ingår i släktet Pellegrinia och familjen ljungväxter. Inga underarter finns listade i Catalogue of Life.